# Air Balloon
«Air Balloon» —en español: «Globo de aire»— es una canción de la cantante británica Lily Allen. La canción salió a la luz en la BBC Radio 1 el 13 de enero de 2014 y se lanzó al mercado el 2 de marzo de 2014, como el segundo sencillo del tercer álbum de estudio de Allen, Sheezus. Allen escribió la canción en colaboración con Shellback, quienes también trabajaron para Taylor Swift y One Direction.

## Vídeo musical
El vídeo musical oficial de «Air Balloon», salió a la luz en el canal oficial de Lily Allen en YouTube el 7 de febrero sin previo aviso, después de la aparición de la nueva canción «L8 CMMR» en la introducción de la nueva serie de HBO Girls, y dos semanas después de lanzar el vídeo oficial de la canción por medio del mismo canal. El vídeo fue dirigido por That Go (Noel Paul y Stefan Moore) y rodado en Ciudad del Cabo, Sudáfrica. Recibió más de 250,000 visitas en sus primeras 24 horas en la red, y más de 1,000,000 en 3 días.
El vídeo exhibe a Allen vestida con una camiseta transparente que deja ver la parte superior de un bikini de color claro, pantalones tejanos cortos y cuñas de color oro. La cámara, cambiando los puntos de enfoque durante la canción, muestra a Allen cantando rodeada de mariposas en un prado verde, un paisaje de safari. También aparece  recostándose en un sofá acompañada de cuatro hombres de mediana edad, dando de comer a una cebra,  acariciando a un guepardo y bailando en un campo de setas.  Al final del vídeo,  Lily Allen aparece flotando por el espacio con un crucifijo gigante, toma que hace pensar que fue filmada para hacer referencia al nombre de su álbum "Sheezus".

## Lista de canciones
- Descarga digital[5]

1. "Air Balloon" – 3:48

- Remixes[6]

1. "Air Balloon" – 3:48
2. "Air Balloon" (Taiki & Nulight Vocal Remix) – 5:42
3. "Air Balloon" (Taiki & Nulight Dub Remix) – 5:44
4. "Air Balloon" (Digital Farm Animals Remix) – 4:29

## Posicionamiento en listas
| Listas (2014)                          | Mejor posición |
| -------------------------------------- | -------------- |
| Australia (ARIA)                       | 15             |
| Irlanda (IRMA)                         | 8              |
| Nueva Zelanda (Recorded Music NZ)      | 30             |
| Escocia (Scottish Singles Sales Chart) | 9              |
| Reino Unido (UK Singles Chart)         | 7              |

## Historial de lanzamientos
| País           | Fecha                 | Formato(s)              | Discográfica |
| -------------- | --------------------- | ----------------------- | ------------ |
| Noruega        | 31 de enero de 2014   | Descarga digital        | Parlophone   |
| Estados Unidos | 2 de febrero de 2014  | Descarga digital        | Parlophone   |
| Francia        | 2 de febrero de 2014  | Descarga digital        | Parlophone   |
| Italia         | 2 de febrero de 2014  | Descarga digital        | Parlophone   |
| Nueva Zelanda  | 2 de febrero de 2014  | Descarga digital        | Parlophone   |
| Reino Unido    | 3 de febrero de 2014  | Radio hit contemporáneo | Parlophone   |
| Australia      | 14 de febrero de 2014 | Digital download        | Parlophone   |
| Irlanda        | 28 de febrero de 2014 | Digital download        | Parlophone   |
| Reino Unido    | 2 de marzo de 2014    | Digital download        | Parlophone   |